# Danny Pintauro
Daniel John "Danny" Pintauro (Milltown, 6 gennaio 1976) è un attore statunitense.
Ha cominciato a recitare da bambino nel film Cujo, nella soap opera Così gira il mondo e nella serie televisiva Casalingo Superpiù.

Dopo la conclusione di quella serie molto fortunata, ebbe meno apparizioni in video. Nel 1994 prese una pausa dalla sua carriera di attore per frequentare la Stanford University dove studiò inglese e teatro laureandosi nel 1998. Durante gli studi suonò la tromba nella banda dell'università.
Il tabloid National Enquirer lo contattò nel 1997 per informarlo dell'intenzione di fargli outing rivelando pubblicamente che era gay; colse molti di sorpresa quando decise di concedere loro un'intervista a proposito della propria omosessualità; l'intervista fu pubblicata nel luglio 1997.

Da allora ha recitato in ruoli più maturi tra cui il personaggio eponimo nella versione teatrale di Amore a doppio senso.

## Filmografia

### Cinema
- Cujo, regia di Lewis Teague (1983)
- The Beniker Gang, regia di Ken Kwapis (1985)
- The Still Life, regia di Jason Barry (2006)

### Televisione
- Così gira il mondo (As the World Turns) – soap opera, 3 puntate (1983)
- Casalingo Superpiù (Who's the Boss?) – serie TV, 196 episodi (1984-1992)
- I cacciatori del tempo (Timestalkers), regia di Michael Schultz – film TV (1986)
- Autostop per il cielo (Highway to Heaven) – serie TV, episodi 4x01-4x02 (1987)